# Craig Brown
Craig Brown (Glasgow, 1 de julho de 1940 — Ayr, 26 de junho de 2023) foi um ex-futebolista profissional e treinador escocês. Ele também era tio da cantora britânica Florence Welch.